# Tikrit
Tikrit (en árabe تكريت; también transliterado como Takrit o Tekrit) es una ciudad de Irak, localizada a 140 km al noroeste de Bagdad sobre el Tigris, río al que debe su nombre. En 2002 tenía una población estimada de 260 000 habitantes, y es la capital de la Gobernación de Saladino. En junio de 2014 fue ocupada por fuerzas del grupo terrorista Estado Islámico, y en abril de 2015, las tropas iraquíes recuperaron por completo la ciudad de manos de Estado Islámico.

## Historia

### Antigüedad
Como una fortaleza a lo largo del Tigris (acadio: Idiqlat), la ciudad se menciona por primera vez en el otoño del crónica de la caída de Asiria como un refugio para el rey babilonio Nabopolasar durante su ataque a la ciudad de Assur en el 615 a. C.
Jenofonte relata en su Anábasis, que el ejército griego en retirada, tras abastecerse por indicación de Tisafernes en las aldeas de Parisatis, siguió avanzando «con el río Tigris a su izquierda. En la primera etapa, al otro lado del río había una ciudad grande, habitada y próspera, llamada Cenas, desde la que los bárbaros les llevaron, cruzando en balsas de cuero, panes, queso y vino». (Traducción de Carlos Varias quien, en la Nota 36, p. 134, aclara que: «Cenas corresponde a la actual Tikrit».)
Tikrit se suele identificar con el asentamiento helenístico de Birtha.
Según la tradición, la presencia cristiana en Tikrit se remonta al siglo I. La ciudad se convirtió en un importante centro cultural cristiano, situación que continuó en los primeros siglos de dominio musulmán. A partir del siglo IX muchos cristianos van a trasladarle hacia el norte, a la zona de Mosul y Nínive, sobre todo por la opresión creciente de los gobernantes musulmanes a la población cristiana. Fue reconocido como un centro para la producción de tejidos de lana. La dinastía árabe Uqaylid se apoderó de Tikrit en 1036. Alrededor de 1138, el líder legendario Saladino nació allí, y sus muchos logros incluyen la defensa de Egipto contra los cruzados cristianos y recapturar Jerusalén en 1187. Da su nombre a la gobernación de la que es capital Tikrit. La ciudad y gran parte de Irak con él, fue devastada en el siglo XIV por la invasión de los mongoles bajo Tamerlán. En la época otomana pasó a ser un pequeño asentamiento enclavado en el eyalato de Rakka.

### SiglosXXyXXI
En septiembre de 1917, las fuerzas británicas capturaron la ciudad en un gran avance contra el Imperio otomano durante la Primera Guerra Mundial.
La ciudad se encuentra entre los occidentales conocido por ser el lugar de nacimiento, en 1937, de Saddam Hussein, quien con frecuencia le gustaba compararse con Saladino. Muchos miembros de alto rango del gobierno iraquí durante su gobierno fueron extraídas de la propia tribu de Saddam, Tikrit, el Al Bu Nasir, al igual que los miembros de su Guardia Republicana iraquí, sobre todo porque Saddam aparentemente sentía que él era el más capaz de confiar en los parientes y aliados de su familia. La dominación Tikriti del gobierno iraquí se convirtió en una vergüenza para Hussein y, en 1977, abolió el uso de apellidos en Irak para ocultar el hecho de que muchos de sus partidarios clave llevaban el mismo apellido, al-Tikriti (como lo hizo Saddam sí mismo). Saddam Hussein fue enterrado cerca de Tikrit, en su ciudad natal de Owja tras su ahorcamiento el 30 de diciembre de 2006.

### Invasión de Dáesh
El 30 de junio de 2014 fuerzas del grupo terrorista suní Estado Islámico se hicieron con el control de la ciudad en la Primera batalla de Tikrit. El gobierno iraquí intentó recuperar la ciudad en tres ocasiones, sin éxito. Sin embargo, entre marzo y abril de 2015, las fuerzas iraquíes lograron penetrar y expulsar al Estado Islámico de la ciudad en la Segunda batalla de Tikrit.